# Karl von Eberstein
Friedrich Karl von Eberstein (Halle, 14 gennaio 1894 – Tegernsee, 10 febbraio 1979) è stato un generale tedesco, già membro del Partito Nazista dai suoi primordi, passò poi al corpo delle SA e quindi in quello delle SS (fu lui a presentare Reinhard Heydrich ad Heinrich Himmler nel luglio del 1931), Successivamente divenne il delegato del regime al Reichstag nonché capo della polizia di Monaco di Baviera durante la seconda guerra mondiale. Prese parte al Processo di Norimberga.

## Biografia

### I primi anni e la carriera militare
Eberstein nacque il 14 gennaio 1894 a Halle, dal ramo dei Dillenburger della nobile famiglia degli Eberstein. Suo padre era maggiore nell'esercito e pertanto Karl divenne cadetto militare sino al 1912. Durante la prima guerra mondiale, Karl prestò servizio nel 17º reggimento di artiglieria da campo già dall'agosto del 1914. Fu anche osservatore da pallone e successivamente comandante di una batteria nel 16º reggimento d'artiglieria. Ottenne la Croce di Ferro di I e II classe. Dopo la Grande Guerra, Eberstein continuò a combattere come membro dei Freikorps nella Germania centrale e nell'Alta Slesia, nonché con la "Polizia di Protezione" di Halle. Dopo questa prima attività, divenne impiegato in una banca.
Nel 1922 Eberstein aderì al Partito Nazista, ma ne uscì già nel novembre del 1923 dopo il Putsch di Monaco. Riaderì al movimento nel 1925 con la tessera numero 15067 ed entrò a far parte dello staff di Heinrich Himmler. Secondo lo studioso Jonathan Petropolous, Eberstein fu uno degli esperimenti più riusciti della nuova tecnica inaugurata dallo stesso Himmler per attrarre a sé i rappresentanti dell'antica nobiltà e dell'aristocrazia. Eberstein ottenne il rango di SS-Sturmführer il 1º aprile 1929. Entrò anche nelle SA nel luglio del 1930 ma le lasciò poco dopo.
Eberstein raggiunse poi il rango di SS-Obergruppenführer, ottenendo due incarichi come HSSPF, e fu capo dell'SS-Oberabschnitt, e poi dell'SS-Oberabschnitt per dieci anni.

### Heydrich e Himmler
Eberstein giocò un ruolo di rilievo nel far incontrare quelli che furono i principali responsabili dell'olocausto nazista tra le file delle SS: Reinhard Heydrich e Heinrich Himmler. Le famiglie di Eberstein e di Heydrich provenivano entrambe da Halle. La madre di Eberstein, inoltre, era stata madrina di battesimo dello stesso Heydrich. Egli era inoltre amico personale di Lina Heydrich, moglie di Reinhard. Su consiglio dunque di Karl von Eberstein, Himmler ebbe il primo incontro della sua vita con Heydrich. Quando Himmler fu disposto ad incontrare Heydrich a Monaco. Karl lo incontrò alla stazione e lo accompagnò personalmente dal capo delle SS. Himmler ricevette Heydrich e lo nominò capo del servizio di intelligence delle SS da poco fondato (noto poi col nome di Sicherheitsdienst (SD).

### Il ruolo durante laKristallnacht

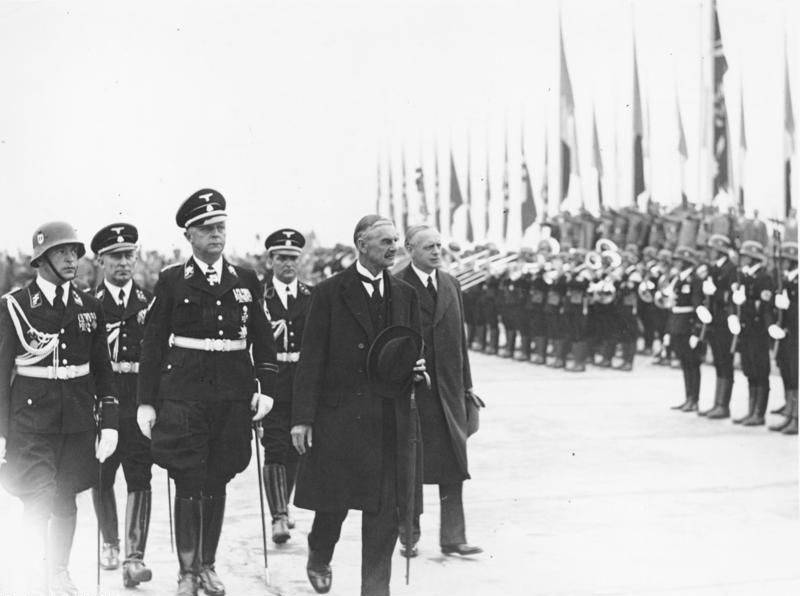
Eberstein col primo ministro britannico Neville Chamberlain e Joachim von Ribbentrop nel 1938

Eberstein era il capo della polizia di Monaco di Baviera durante la Kristallnacht. Il 10 novembre 1938, alla 1:20, Heydrich inviò un telegramma alle varie organizzazioni di polizia dando ordini circa il comportamento da tenere durante le rivolte che sarebbero scoppiate. Alle 2:10 Eberstein inviò un telegramma al Quartier Generale della Polizia di Stato di Augusta, Norimberga, Würzburg e Neustadt con delle "misure anti ebraiche" espressamente sottolineate. L'ordine, inviato "dal quartier generale della Polizia di Stato di Berlino" Staat Polizei", riportava che "dimostrazioni anti ebraiche" si sarebbero verificate, con sinagoghe e centri comuni ebraici come obbiettivo, ma che la polizia non doveva interferire con queste dimostrazioni ad eccezione di prevenire eccessi non ben precisati. La Ordnungspolizei o ORPO non avrebbe fatto "...nulla per fermare i dimostranti", ma la polizia criminale e quella di stato avrebbero indossato abiti borghesi per non destare sospetti tra i manifestanti. In quella sola notte vennero arrestati tra i 20.000 ed i 30.000 ebrei. Il dispaccio così si concludeva: "...Si farà ogni sforzo per arrestare quanti più ebrei sarà possibile, quanti ne contengano le galere di stato, in particolar modo i giovani in buona salute e gli adulti di età non troppo avanzata". Un documento a firma di Beutel (probabilmente Lothar Beutel), del quartier generale della polizia di stato di Monaco, sei minuti più tardi, riportava che "gli ufficiali di stato e la polizia criminale" avrebbero accompagnato i dimostranti in abiti borghesi, permettendo loro di distruggere negozi e case degli ebrei, ma pervenendo la formazione di scontri violenti.

### Lo stalag VII A Moosburg e la Gestapo

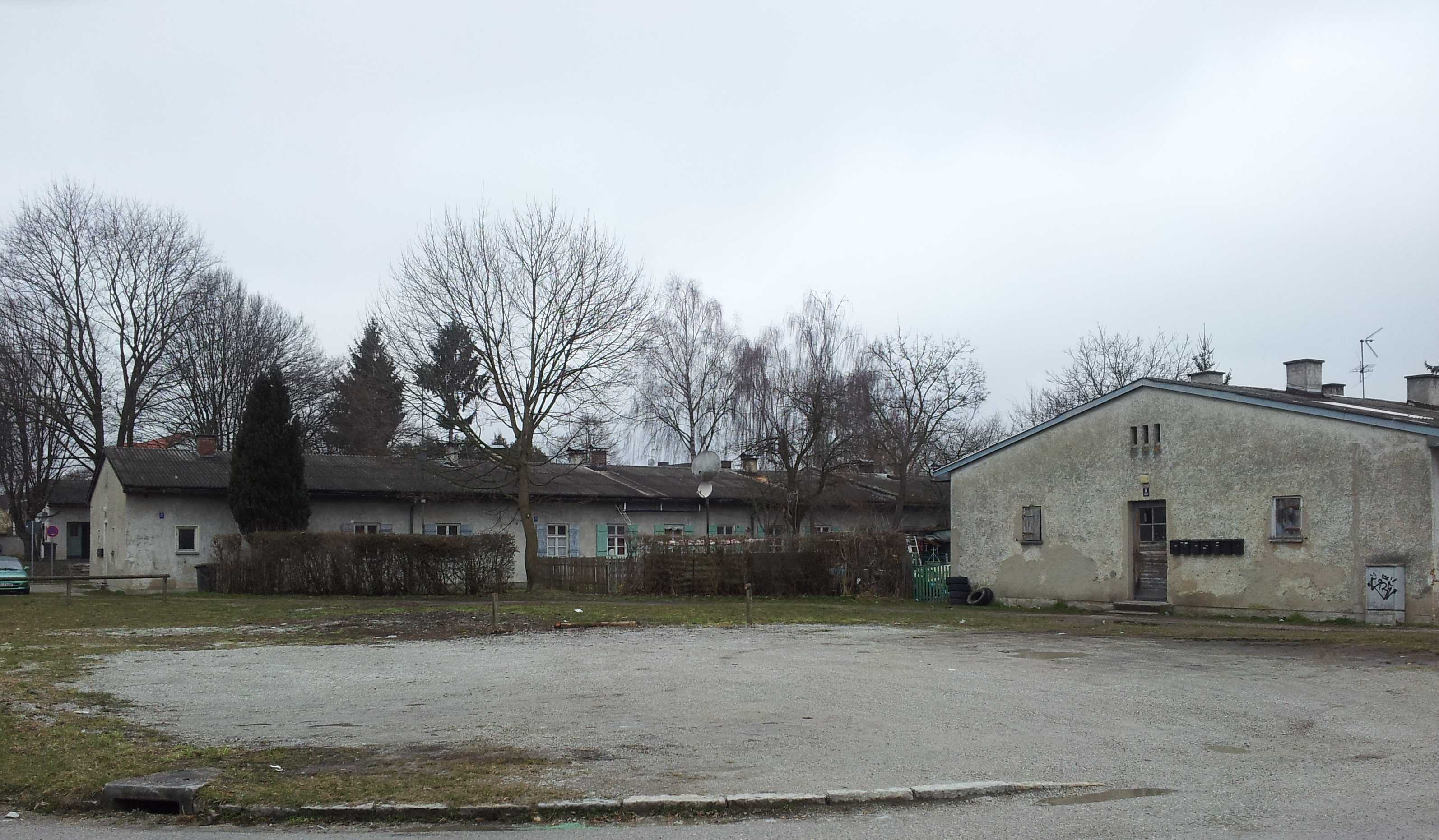
Baracche dello Stalag VII-A oggi

Sul finire del 1941 e l'inizio del 1942, Eberstein venne coinvolto in un caso riguardante dei prigionieri di guerra sovietici nello Stalag VII A, a Moosburg, ed un conflitto tra alcuni ufficiali delle SS sull'uccisione dei prigionieri stessi.
La Gestapo effettivamente aveva all'epoca dei problemi con alcuni ufficiali militari, specialmente il maggiore Meinel, che non cooperava con le direttive del gruppo pur essendo incaricato della tutela dei prigionieri di guerra dell'area di Monaco. La Gestapo infatti aveva "esaminato" i prigionieri sovietici dello Stalag VII A di Moosburg e successivamente li aveva portati a Dachau dove erano stati uccisi. Meinel scoprì le uccisioni e si rifiutò di continuare questi "trasporti" dei sovietici a Dachau. Egli inoltre ritenne opportuno informare i propri superiori militari di quanto stava accadendo. "Esaminare" i prigionieri di guerra per la Gestapo significava innanzitutto indagare se fossero ebrei, comunisti, malati incurabili, ecc., e la stessa Gestapo rispose a Meinel che i propri metodi di giudizio non erano affar suo.
Eberstein rimase ovviamente coinvolto nella faccenda. Nel libro Nazi Conspiracy and Aggression vennero riprodotti e tradotti diversi telegrammi dell'epoca. Da questi telegrammi si può dedurre che von Eberstein telefonò all'RSHA (Reichssicherheitshauptamt) (Ufficio di Sicurezza Centrale del Reich) e disse loro che era "intollerabile" per Meinel rimanere nella sua posizione, e questo avrebbe causato dei problemi tra i militari e le SS. Egli chiese personalmente all'RSHA di chiedere all'Alto Comando Tedesco (OKW) di trasferire Meinel in un'altra posizione. Dopo alcuni incontri, questo venne fatto, ma l'OKW decretò che i prigionieri di guerra che erano stati temporaneamente risparmiati da Meinel fossero inviati a Buchenwald. Meinel venne inviato in seguito in Lituania.

### Autorità sul campo di concentramento di Dachau
Il 12 marzo 1938, Eberstein venne nominato Alto Capo della Polizia (HSSPF) per il distretto militare VII di Monaco di Baviera. Inoltre il 17 dicembre 1942 venne nominato HSSPF anche per il distretto militare XIII di Norimberga, assumendo pertanto così anche l'autorità di comandante del campo di concentramento di Dachau.
Karl von Eberstein rimase in tale posizione sino al 20 aprile 1945 quando venne licenziato per "disfattismo", dal Gauleiter Paul Giesler, su ordine di Martin Bormann in persona. Questa accusa gli venne mossa quando egli si rifiutò di eseguire gli ordini superiori pervenutigli dall'alto comando di eliminare tutti i prigionieri del suo campo.

### Il processo di Norimberga
Eberstein fu uno dei testimoni del Processo di Norimberga. Venne interrogato da Horst Pelckmann, avvocato per le SS, e dal maggiore Elwyn Jones, avvocato per il Regno Unito. Nella sua testimonianza, Eberstein diede informazioni organizzative e storiche sulle SS, sulle loro relazioni con la vecchia nobiltà tedesca, sul Partito Nazista, sul Servizio di Sicurezza e sulla Gestapo. Eberstein, inoltre, precisò che agli occhi dei suoi pari le SS non erano un'organizzazione criminale né era stata creata con propositi violenti, né partecipò all'invasione dell'Austria, e che egli non era a conoscenza che le SS non avrebbero partecipato alle invasioni di Francia, Belgio, Russia, Polonia, ecc.
Per quanto riguarda la sua posizione, Eberstein disse chiaramente che come capo della polizia di Monaco aveva alle proprie dipendenze 1700 uomini tra membri della Schutzpolizei, della Ordnungspolizei e della Kriminalpolizei. Chiarificò che "i capi della polizia non hanno avuto niente a che fare con la polizia politica o col servizio di sicurezza" (intendendo con ciò la Gestapo).
Eberstein inoltre parlò della sua visione sulla Notte dei lunghi coltelli e sulla Kristallnacht. In quest'ultima occasione, egli riferì che aveva dato ordine alla sua polizia di proteggere i commercianti ebrei, riportando "noi nella SS consideriamo questa azione indecente". Eberstein consegnò effettivamente copie degli ordini ricevuti e pertanto le sue asserzioni fatte in sede di processo vennero considerate nulle e fatte a posteriori, per quanto animate magari dal migliore degli intenti.

#### Negazione del coinvolgimento nell'amministrazione del campo di concentramento di Dachau
Il complesso del Campo di concentramento di Dachau si trovava a pochi chilometri di distanza da Monaco di Baviera. La questione sorse da subito su quanto Eberstein sapeva di ciò che stesse accadendo al campo, in merito alla sua autorità sul medesimo e sulla sua partecipazione alle attività della struttura. Eberstein negò tutto. Egli precisò che non erano state le SS a stabilire la fondazione del campo, bensì lo Stato stesso. Inoltre, nella sua posizione di capo della polizia di Monaco, non aveva avuto mai nulla a che fare con i lavori del campo di concentramento e che esso si trovava nominalmente sotto la sua amministrazione, ma difatti era sottoposto ad un comando indipendente guidato dall'RSHA e dall'Ispettorato dei campi di concentramento.
Eberstein ammise di aver compiuto delle ispezioni al campo di concentramento di Dachau dal 1936 in avanti su espresso ordine di Himmler, sebbene egli personalmente credesse che non vi fosse ragione di ispezionare i campi e che egli non aveva comunque l'autorità per farlo; ad ogni modo ne trasse un'immagine positiva e funzionante e tutto sembrava essere al suo posto durante i suoi tour. Nella primavera del 1944, Eberstein dichiarò di essere venuto a conoscenza di abominevoli esperimenti condotti nel campo dal dottor Sigmund Rascher e di averlo fatto per questo arrestare, riportando il tutto a Himmler stesso. Eberstein ribadì che Rascher venne mantenuto in prigionia sino al 1945, ma egli non aveva alcun potere di decidere della sorte di Rascher.
Eberstein disse fermamente di non aver mai avuto alcuna autorità sul comandante del campo e che nulla sapeva sulle numerose esecuzioni compiute all'interno della struttura. Dichiarò inoltre di non aver mai avuto nulla a che fare con Adolf Eichmann né di aver mai visto che le SS fossero coinvolte a Dachau in maniera diversa da quanto accadeva in tutti gli altri campi della Germania e di aver incontrato il comandante "solo occasionalmente". Ammise che molti membri delle SS divennero guardie del campo di concentramento.
"Sul finire del 1944, Himmler trasferì ai capi della polizia la salvaguardia dei prigionieri di guerra presenti nei vari campi dalle evasioni di massa e dai tentativi esterni di liberarli. [...] Secondo i regolamenti internazionali circa il trattamento dei prigionieri di guerra, la polizia non poteva essere utilizzata come guardia ai prigionieri stessi, e pertanto i capi della polizia divennero membri delle Waffen-SS." - Spiegazione di Eberstein rilasciata nel 1946 a Norimberga su come successe che le Waffen-SS ottennero autorità sui prigionieri di guerra.
Eberstein disse di aver avuto una disputa col Gauleiter Paul Giesler, dopo che lo stesso Giesler ebbe ordinato di uccidere i prigionieri con l'avvicinarsi degli americani, motivo per cui egli si rifiutò di eseguire gli ordini ricevuti. Eberstein asserì ad ogni modo di essere rimasto a Monaco durante tutto il periodo della guerra e di aver appreso delle atrocità perpetrate dai nazisti attraverso la "propaganda nemica", dal momento che era impossibile anche per lui "penetrare nella sfera segreta di questi campi di concentramento". Quando chiese spiegazioni, gli venne ribadito che la maggior parte dei deceduti era morta a causa del tifo e dei bombardamenti alleati nei reparti di produzione.

## La denazificazione
Il 15 novembre 1948, dopo la conclusione del processo e la chiarificazione della sua posizione, Eberstein venne classificato come "denazificato" e pertanto venne costretto a versare come indennizzo di guerra solo il 30% del suo patrimonio, senza che gli venisse inflitta una pena detentiva in riconoscimento dei tre anni e mezzo di prigionia alleata che aveva dovuto subire in precedenza. Il 19 febbraio 1953 venne classificato ufficialmente come un "sostenitore e simpatizzante" del nazismo, che nelle categorie dei partecipanti al movimento nazista era quella giudicata meno pericolosa.
Ritiratosi a vita privata presso il piccolo villaggio di Tegernsee, qui morì il 10 febbraio del 1979 e venne sepolto nel cimitero locale dove ancora oggi la sua salma riposa accanto a quella della moglie deceduta un decennio prima di lui.